# Кузнецовка (Мошковский район)
Кузнецовка — деревня в Мошковском районе Новосибирской области. Входит в состав Дубровинского сельсовета. 

## География
Площадь деревни — 54 гектаров.

## Население
| 2002 | 2007 | 2010 |
| ---- | ---- | ---- |
| 246  | ↗279 | ↘182 |

## Инфраструктура
В деревне по данным на 2007 год функционируют 1 учреждение здравоохранения и 1 учреждение образования.